# Szentpéterúr
Szentpéterúr község Zala vármegyében, a Zalaegerszegi járásban.

## Fekvése
A vármegye keleti részén, a Balaton felé eső oldalon fekszik, a Zalai-dombságban, ezen belül a Zalaapáti-hát területén, amit a Principális-csatorna és az Alsó-Zala észak-déli irányú völgyei fognak közre.
Különálló településrészei Vörrű, a központjától egy kilométerre nyugatra, illetve Nemesszer, mintegy másfél kilométerre északra.
A közvetlenül határos települések: észak felől Nagykapornak és Tilaj, északkelet felől Zalacsány, kelet felől Gétye, délnyugat felől Zalaapáti, dél felől Pacsa, délnyugat felől Zalaigrice, északnyugat felől pedig Nemesrádó.

### Megközelítése
Csak közúton érhető el, a 75-ös főútból Pacsától keletre kiágazó 73 212-es számú mellékúton; Gétyével, Zalaigricével és Nemesrádóval alsóbbrendű, önkormányzati utak kapcsolják össze.
Vasútvonal nem érinti, a legközelebbi vasúti csatlakozási lehetőségeket a Zalaegerszeg–Rédics-vasútvonal Zalaszentmihály-Pacsa vasútállomása, 11 kilométerre délnyugatra.

## Története
A településről az első írásos adat 1166-ból maradt fenn, mikor a mai település közelében Vidó Zalai gróf a János rendű ispotályosok számára apátságot alapított Szent Péter és Pál tiszteletére. A hosszas Szent Péteri apátúr nevet később a könnyebb kiejtés miatt Szent Peturra rövidítették.  Az apátság valószínűleg elpusztult, neve azonban fennmaradt, és a közelben lévő község azt Szent-Péterúrra egészítette ki.
Az egykor itt állt apátság létezéséről egykori adatok is vallanak, valamint a közeli Gétye és Szentpéterúr község lakói között létezése a szájhagyományokban is fennmaradt, helye, ill. elnevezése egy régi katonai térképen feltüntetve is megtalálható a Markalházi dűlőben, Gétye és Szentpéterúr között, az úgynevezett Szent-völgyben.
A 15. században Szent-Péterúr a nagykapornaki járáshoz tartozott.
A falu középkori történetéről elég kevés adat maradt fenn. Neve 1439-ben Zenthperhetwr néven szerepelt az írott forrásokban. 1513-ban két Vas, Markalf és Kis nevű egytelkes nemesi családok lakták.
Az 1550-es években a források az Örvényesi pálos kolostorral együtt említik.
Egy 1850-ben készült, Gétye község tagosított határának térképrészleten szentegyházi-dűlő néven találjuk a Szent-völgyet. E két elnevezés is valószínűsíti, hogy az apátság elpusztulása előtt e völgyben állt.
A szájhagyományok szerint e régi Szent-Péterur nevű falu a mostani helyétől délebbre feküdt, helyét az "Égett-kertek" nevű dűlő jelzi, mivel a törökök a szentgotthárdi csata utáni vereségből hazafelé tartva felégették a falut.
Az új Szentpéterúr ezért nem a régi helyén, hanem jóval feljebb, az erdővel borított mostani helyre épült, hogy lakói szükség esetén könnyebben elmenekülhessenek valamely rejtettebb helyre.
A településen polgárőrség működik.

## Közélete

### Polgármesterei
- 1990–1994: Szigligeti Aladár (független)[5]
- 1994–1998: Kopácsi József (független)[6]
- 1998–2002: Kopácsi József (független)[7]
- 2002–2006: Kopácsi József (független)[8]
- 2006–2010: Dr. Farkas Ágota (független)[9]
- 2010–2011: Dr. Farkas Ágota (független)[10]
- 2012–2014: Pálfi József (független)[11]
- 2014–2019: Pálfi József (független)[12]
- 2019–2024: Lakatos István (független)[13]
- 2024– : Szummer László (független)[1]

A településen 2012. február 26-án időközi polgármester-választást kellett tartani, az előző polgármester lemondása miatt.

## Népesség
A település népességének változása:
| Lakosok száma | 1003 | 1007 | 994  | 879  | 934  | 944  | 946  |
|               | 2013 | 2014 | 2015 | 2021 | 2022 | 2023 | 2024 |

A 2011-es népszámlálás idején a nemzetiségi megoszlás a következő volt: magyar 78,4%, cigány 19,4%, német 1,95%. A lakosok 51,6%-a római katolikusnak, 0,77% reformátusnak, 0,38% evangélikusnak, 6,9% felekezeten kívülinek vallotta magát (37,9% nem nyilatkozott).
2022-ben a lakosság 86,8%-a vallotta magát magyarnak, 15,6% cigánynak, 3,9% németnek, 0,2% horvátnak, 1,3% egyéb, nem hazai nemzetiségűnek (9,7% nem nyilatkozott; a kettős identitások miatt a végösszeg nagyobb lehet 100%-nál). Vallásuk szerint 43,5% volt római katolikus, 0,7% református, 0,1% evangélikus, 0,1% egyéb keresztény, 0,4% egyéb katolikus, 8,4% felekezeten kívüli (46,7% nem válaszolt).

## Nevezetességei
- Római katolikus templom